# Дёминская, Карина Николаевна
Карина Николаевна Дёминская (бел. Карына Мікалаеўна Дзёмінская; род. 25 августа 1994, Могилёв) — белорусская лучница, выступающая в соревнованиях в стрельбе из олимпийского лука. Серебряный призёр Европейских игр и чемпионата Европы. Участница Олимпийских игр 2020 года.

## Биография
Карина Дёминская родилась 25 августа 1994 года.
Училась в Могилёвском государственном университете.

## Карьера
Дёминская начала заниматься спортом в возрасте 13 лет. Она была гимнасткой, специализировавшейся в акробатике, но затем узнала о стрельбе из лука после просмотра соревнований.
В 2014 году она выиграла золотую медаль на чемпионате мира среди молодёжи в Любляне.
В 2015 году выступила на чемпионате мира в Копенгагене. В женском командном и смешанном парном турнирах белорусские лучники заняли, соответственно, 18-е и 22-е место, а в индивидуальном первенстве Карина Дёминская достигла стадии 1/16 финала.
В 2017 году Карина Дёминская приняла участие на двух этапах Кубка мира в Берлине и Анталии, но оба раза не сумела продвинуться дальше 1/32 финала.
В 2018 году выступила на чемпионате Европы в Легнице. Белорусская женская команда уже на стадии 1/16 финала покинула борьбу за медали, а в индивидуальном первенстве Дёминская проиграла уже в первом раунде.
В 2019 году Дёминская приняла участие на этапе Кубка мира в Анталии. Она попала в четвертьфинал в личном турнире, а в смешанных парах дошла до 1/16 финала. В том же году на Европейских играх в Минске она завоевала серебро в женском командном турнире, а в личном первенстве добралась до четвертьфиналов. Белорусские лучницы стали восьмыми на чемпионате мира в Хертогенбосе, что принесло им путёвку на Олимпиаду в Токио. В женском индивидуальном турнире Карина Дёминская добралась до 1/32 финала.
В 2021 году на этапе Кубка мира в Париже белорусская лучница выбыла на стадии 1/32 финала. На чемпионате Европы в Анталии белорусская женская сборная дошла до 1/8 финала, а смешанная пара — до 1/16 финала. В индивидуальном первенстве Дёминская завоевала серебряную медаль. На Олимпиаде в Японии Дёминская стала 29-й в рейтинговом раунде с 642 набранными очками. Женская команда в первом раунде победила Китай (5:3), затем оказалась с тем же счётом точнее Японии, но в полуфинале проиграли будущим олимпийским чемпионкам из Южной Кореи (1:5), и с таким же счётом уступили в матче за бронзу против Германии.  В первом раунде женского индивидуального первенства белорусская лучница попала на Дию Сиддик из Бангладеш. Матч потребовал перестрелки при счёте 5:5 по сетам, и Дёминская оказалась точнее, но в следующем раунде со счётом 3:7 уступила мексиканке Алехандре Валенсии.
На чемпионате мира в Янктоне в сентябре 2021 года Дёминская заняла 33-е место в рейтинговом раунде и в первом же матче плей-офф проиграла Гюльназ Джошкун из Турции (2:6).